# Codice ATC V03
Il codice ATC V03 "Tutti gli altri prodotti terapeutici" è un sottogruppo terapeutico del sistema di classificazione Anatomico Terapeutico e Chimico, un sistema di codici alfanumerici sviluppato dall'OMS per la classificazione dei farmaci e altri prodotti medici. Il sottogruppo V03 fa parte del gruppo anatomico V dei Farmaci Vari.
Codici per uso veterinario (codici ATCvet) possono essere creati ponendo la lettera Q di fronte al codice ATC umano: QV ... I codici ATCvet senza corrispondente codice ATC umano sono riportati nella lista seguente con la Q iniziale.
Numeri nazionali della classificazione ATC possono includere codici aggiuntivi non presenti in questa lista, che segue la versione OMS.

## V03A Tutti gli altri prodotti terapeutici

### V03AB Antidoti
V03AB01 Ipecacuanha
V03AB02 Nalorfina
V03AB03 Edetato
V03AB04 Pralidoxima
V03AB05 Prednisolone e prometazina
V03AB06 Tiosolfato
V03AB08 Nitrito di sodio
V03AB09 Dimercaprolo
V03AB13 Obidoxima
V03AB14 Protamina
V03AB15 Naloxone
V03AB16 Etanolo
V03AB17 Cloruro di metiltioninio
V03AB18 Permanganato di potassio
V03AB19 Fisostigmina
V03AB20 Solfato di rame
V03AB21 Ioduro di potassio
V03AB22 Nitrito di amile
V03AB23 Acetilcisteina
V03AB24 Antitossina della digitale
V03AB25 Flumazenil
V03AB26 Metionina
V03AB27 4-diMetilaminofenolo
V03AB29 Colinesterasi
V03AB31 Blu di prussia
V03AB32 Glutatione
V03AB33 Idroxocobalamina
V03AB34 Fomepizolo
V03AB35 Sugammadex
V03AB36 Fentolamina
QV03AB90 Atipamezolo
QV03AB91 Sarmazenil
QV03AB92 Diprenorfina
QV03AB93 Yohimbina
QV03AB94 Tolazolina

### V03AC Agenti chelanti del ferro
V03AC01 Deferoxamina
V03AC02 Deferiprone
V03AC03 Deferasirox

### V03AE Farmaci per il trattamento della iperkaliemia e iperfosfatemia
V03AE01 Polistirene sulfonato
V03AE02 Sevelamer
V03AE03 Carbonato di lantano
V03AE04 Acetato di calcio e carbonato di magnesio
V03AE05 Ossi-idrossido sucroferrico
V03AE06 Colestilan

### V03AF Agenti detossificanti per trattamenti antineoplastici
V03AF01 Mesna
V03AF02 Dexrazoxano
V03AF03 Calcio folinato
V03AF04 Calcio levofolinato
V03AF05 Amifostina
V03AF06 Sodio folinato
V03AF07 Rasburicase
V03AF08 Palifermin
V03AF09 Glucarpidasi
V03AF10 Sodio levofolinato

### V03AG Farmaci per il trattamento dell'ipercalcemia
V03AG01 Cellulosa sodio fosfato

### V03AH Farmaci per il trattamento dell'ipoglicemia
V03AH01 Diazossido

### V03AN Gas medicali
V03AN01 Ossigeno
V03AN02 Diossido di carbonio
V03AN03 Elio
V03AN04 Azoto
V03AN05 Aria medicale

### V03AX Altri prodotti terapeutici
V03AX02 Nalfurafina
V03AX03 Cobicistat

### V03AZ Depressivi nervosi
V03AZ01 Etanolo